# Paolo Greppi

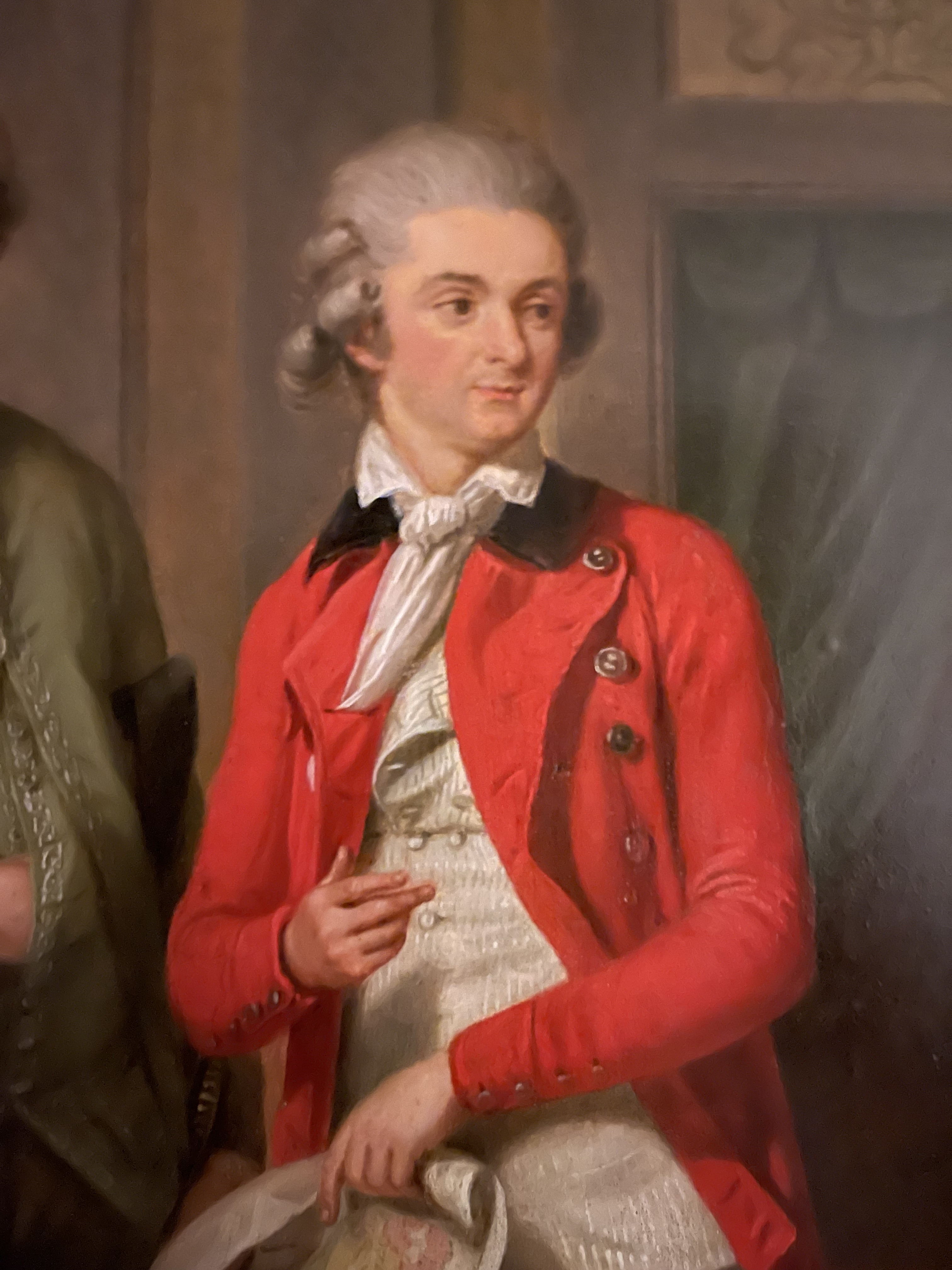

Il conte Paolo Greppi (Cazzano Sant'Andrea, 23 settembre 1748 – Parigi, 14 settembre 1800) è stato un diplomatico italiano.

## Biografia
Don Paolo Greppi, figlio del conte don Antonio (1722-1799) e della contessa donna Laura Cotta (1722-1795), banchiere, Console imperiale e decano del Corpo consolare a Cadice, di casa alle Corti di Madrid, di Vienna, di Firenze, di Modena, acuto osservatore dei fatti politici del suo tempo e, in particolare, della rivoluzione francese che analizzò da un osservatorio privilegiato a Parigi (interessante il suo carteggio col padre e con molte personalità, pubblicato dal nipote conte Giuseppe Greppi, Ambasciatore e Senatore del Regno); sposa Rita Maria Diaz y Vivas, da cui ha un figlio maschio, Alessandro (Madrid 4 marzo 1782 - Milano 15 luglio 1830), che sposerà Donna Isaure dei Duchi Saulx Tavanes, figlia del Duca Jean Marie Casimire, Capitano dei Dragoni del Re, discendente dal Maresciallo Gaspard de Tavanes condottiero nelle guerre combattute da Francesco I ed Enrico II e nelle guerre di religione sotto Caterina de' Medici, e di Aegle Marie Louise de Choiseul Gouffier (dunque, un matrimonio con la discendente di grandi feudatari borgognoni, imparentati con le più illustri casate francesi); Paolo sarà poi intimo di Napoleone e, soprattutto, di Giuseppina (di cui fu forse anche amante). 
"Il Greppi è la figura più notevole della plutocrazia milanese [...] trae dalla Rivoluzione, che ha visto con i suoi occhi, un insegnamento di prudenza". E poi, ancora, "uomini come il conte Greppi saranno più tardi i migliori amici di Bonaparte; saranno anche i suoi massimi collaboratori in Italia, contrappeso al radicalismo giacobino"..
	In una lettera datata 17 floreale, cioè 6 maggio 1797, Napoleone scrive: "Citoyen Paul Greppi, L'indépendence de la Lombardie venant d'être reconnue, Citoyen, je desire que vous vous rendiez le plus promptement à Milan. Je compte sur vos lumières et sur votre patriotisme. Je vous prie d'écrire au citoyen Melzi pour lui faire le mêmes invitations de ma part. Bonaparte".
	La permanenza a Milano di Paolo diventa presto difficile, a causa di una forte animosità dei giacobini nei confronti di colui che appariva il punto di riferimento più importante dei moderati. Paolo lascia Milano per la Toscana. 
	Il volontario allontanamento dalla vita politica lombarda e la prematura morte di Paolo Greppi portano i milanesi ad affidare al Melzi la sua missione di "ambasciatore de' Cisalpini al Primo Console".
	"Un aristocratico di grande intelligenza, il conte Paolo Greppi [...] uomo coinvolto in un grosso giro politico, aveva legami con figure di primo piano come il marchese Manfredini, ministro di Toscana, l'ambasciatore spagnolo a Roma José Nicolás de Azara e soprattutto Francesco Melzi d'Eril. (...) Non è tra i più lievi inconvenienti della malavoglia con cui la storiografia ha guardato alle origini moderate dell'ideologia nazionale che si sia lasciato nell'ombra un personaggio come Paolo Greppi, sotto il cui sguardo attento i problemi di fondo del Risorgimento prendono forma e si mostrano con la limpidezza di una equazione elementare".
	Il ramo di Paolo Greppi si estinguerà nella famiglia dei Principi Gonzaga, per via del matrimonio di una figlia di suo figlio Alessandro, Antonietta (1822-1862), con il Principe Don Domenico Luigi Gonzaga (20 maggio 1796 - 12 dicembre 1877).